# Ченекай
Ченекай (Тухват Ченекай, тат. Төхвәт Ченәкәй; Гиззатуллин Тухватулла Гиззатуллович, тат. Төхфәтулла Гыйззәтулла улы Гыйззәтуллин; 02.01.1883, Никитино, Оренбургская губерния — 18.04.1959, Андижан, Узбекская ССР) — татарский поэт, переводчик.

## Биография
Тухват Ченекай родился 2 января 1883 года в татарской деревне Никитино Оренбургской губернии (ныне село в Саракташском районе Оренбургской области).
Образование получил сначало в родной деревне, после в медресе села Татарская Каргала.
В 1917-18 годах обучался в медресе Галия, в Уфе.
В 1913—1946 годах работал учителем в городах Оренбург, Уфа, Казань, Узбекистана.
С 1920 года по 1924 год работал главным редактором татарского журнала «Мәгариф эшләре».
Собирал материалы по литературному наследию Шайхзады Бабича: собрал 22 его стихотворения, которые ходили в народе, печатались в периодической печати, записал свои воспоминания и передал в издательство. В 1956 году по просьбе Союза писателей БАССР написал воспоминания о Ш. Бабиче.
7 февраля 1931 года, вместе с другими татарскими поэтами был обвинён, как 
пропагандист буржуазно-националистической идеологии, был оправдан 16 сентября 1931 года.
В 1935 году (по другим данным, в 1937 году) переехал из Казани в Узбекистан. Умер 18 апреля 1959 года в Андижане после тяжелой болезни.

## Творчество
Первые стихи на татарском языке публиковал в 1913-1914 годах в газете «Вакыт», в журналах «Кармак» и «Шура» под псевдонимами Самави и Хомаюн..
В Оренбурге в издательстве «Вакыт» в сборнике «Сакмар буйлары» собраны его стихи, написанные в 1910-1914 годах. В 1918 году в Оренбурге был издан сборник «Искры надежды» (тат. Өмет очкыннары). В эти годы наиболее часто издаваемые поэтические сборники Оренбурга принадлежали Т. Ченакаю.
Был свидетелем первых шагов в литературе таких молодых поэтов, как Ш. Фидаи, М. Джалиль, помогал им. Есть два стихотворения, посвященные М. Джалилю: «Муса» (1956), «Аебыз иде» (1959). Начал писать пьесы, посвященные М. Джалилю, но не успел закончить.
В 1920-е годы в Казани были изданы его книги «Карагайлы каен урманында», «Көрәш кырларыңда» и другие. В 1920-1930-е годы переводил русские и зарубежные пьесы на татарский язык, был театральным критиком.
Тухфат Ченекай — довольно сложная личность. В начале 1920-х годов его вспоминали с положительной стороны. Так, Г. Ибрагимов в одной из своих статей приводит примером для молодежи среди татарских поэтов и Ченакая-Самави. 
Через некоторое время поэт попал под острую критику: ему было предъявлено обвинение в написании слишком интимных (порнографических) стихов, не соответствующих требованиям нового времени, тяготевших к идиллии. Например, произведение «Аналы-кызлы» («Мать-дочь»), написанное в романтическом духе о семейной жизни, подвергается критике за то, что не повествует о классовой борьбе.
Писатели «старшего поколения» (Хасан Туфан, Мирсай Амир, Наки Исанбет и др.) упоминали его только с отрицательной стороны, как «лицо с грязной душой».

## Публикации
- Сакмар буе. Оренбург, 1914.
- Күңел уенчыклары (балалар өчен). Оренбург, 1916.
- Җыр капчыгы. Оренбург, 1917.
- Теләкләр төркеме. Оренбург, 1918.
- Мәхәббәт чәчәкләре. Оренбург, 1918.
- Өмет очкыннары. Оренбург, 1918.
- Ачларга ярдәм. Оренбург, 1921.
- Ирек җырлары. Оренбург, 1921.
- Бакчаларда, Уфа, 1927.
- Карагачлы каен урманында. Казань, 1927.
- Еллар скрипкасында җырлар. Москва, 1929.
- Көрәш кырларында. Казань, 1929.
- Матур җырлар, чибәр сүзләр. Казань, 1930